# Västlig skriknattskärra
Västlig skriknattskärra (Antrostomus arizonae) är en fågel i familjen nattskärror. Västlig och östlig skriknattskärra behandlades tidigare som en och samma art.

## Utseende och läte
Västlig skriknattskärra är en 22–27 cm lång medlem av familjen. Den är mycket lik östlig skriknattskärra men skiljer sig genom något större storlek, mindre vitt på yttre stjärtpennorna, något blekare fjäderdräkt, mer gulockra på tygel och örontäckare och endast lätt brun bandning på undre stjärttäckarna.
Den skiljer sig tydligare i lätena, där sången är mer rullande, drillande och med annorlunda tonhöjd och betoning än klart visslande, i engelsk litteratur återgivet som "g-prrip prréé" jämfört med den östliga artens "WHIP puwiw WEEW". Även lätet den avger när den skräms upp skiljer sig, ett dämpat och stigande "gwirp" (ett fylligt "pwip" hos östlig skriknattskärra).

## Utbredning och systematik
Västlig skriknattskärra delas in i fem underarter med följande utbredning:
- Antrostomus arizonae arizonae - förekommer i sydvästra USA och centrala Mexiko
- Antrostomus arizonae setosus - förekommer i östra Mexiko
- Antrostomus arizonae oaxacae - förekommer i sydvästra Mexico
- Antrostomus arizonae chiapensis - förekommer i sydöstra Mexiko och högländerna i Guatemala
- Antrostomus arizonae vermiculatus - förekommer i höglandet i Honduras och El Salvador

### Artstatus
Tidigare betraktades västlig och östlig skriknattskärra (A. vociferus) som samma art, med det svenska trivialnamnet skriknattskärra. Efter studier konstaterades skillnader i utseende, läte, färg på äggen och DNA och taxonet delades upp i arter.

### Släktestillhörighet
Arten placerades tidigare i Caprimulgus men genetiska studier visar att den står närmare Phalaenoptilus och Nyctiphrynus.

## Status och hot
Arten har ett stort utbredningsområde och en stor population, men tros minska i antal, dock inte tillräckligt kraftigt för att den ska betraktas som hotad. Internationella naturvårdsunionen IUCN listar därför arten som livskraftig (LC). Beståndet uppskattas till 320 000 vuxna individer.